# Faust I
 For alternative betydninger, se Faust (flertydig). (Se også artikler, som begynder med Faust)

## Goethes Faust. Der Tragödie erster Teil
Johann Wolfgang von Goethes Faust. Der Tragödie erster Teil (på dansk Faust. Tragediens 1. del) er en tragedie, der blev offentliggjort i året 1808. Tragedien beskæftiger sig med videnskabsmanden Heinrich Fausts (på dansk Henrik Faust) historie, der baserer på den historiske figur Johann Faust, der levede fra omkring 1480 til 1541 og skulle have sluttet en pagt med djævlen, hvorom der blev fortalt og skrevet siden det 16. århundrede.
Fortsættes i Faust II.